# Anders Gärderud
Anders Gärderud (ur. 28 sierpnia 1946 w Sztokholmie) – szwedzki lekkoatleta, mistrz olimpijski.
Rozpoczął międzynarodową karierę zwyciężając w biegu na 1500 m z przeszkodami na 1. europejskich igrzyskach juniorów w 1964 w Warszawie. Na Mistrzostwach Europy w 1966 w Budapeszcie, gdzie startował w biegu na 1500 m, ale odpadł w przedbiegu. Na Igrzyskach Olimpijskich w 1968 w Meksyk odpadł w eliminacjach na 800 m i na 1500 m.
W późniejszych latach skoncentrował się na biegu na 3000 z przeszkodami. Zajął na tym dystansie 10. miejsce na Mistrzostwach Europy w 1971 w Helsinkach. Był jednym z faworytów na 3000 m z przeszkodami na Igrzyskach Olimpijskich w 1972 w Monachium, ale startował przeziębiony i odpadł w eliminacjach na tym dystansie i na 5000 m. Siedem dni później ustanowił rekord świata na 3000 m z przeszkodami wynikiem 8.20,8.
Zdobył srebrny medal na tym dystansie na Mistrzostwach Europy w 1974 w Rzymie przegrywając z Bronisławem Malinowskim. W 1975 dwukrotnie poprawił rekord świata najpierw na 8.10,4, a potem na 8.09,8.
Największy tryumf odniósł podczas Igrzysk Olimpijskich w 1976 w Montrealu, gdzie został mistrzem na 3000 m z przeszkodami przed Malinowskim, bijąc po raz kolejny rekord świata wynikiem 8.08,02. Został w tym roku nagrodzony Svenska Dagbladets guldmedalj dla najlepszego sportowca Szwecji (razem z kolarzem Berntem Johanssonem).
Gärderud był mistrzem Szwecji na 1500 m w 1968 i 1969, na 10000 m w 1973 i na 3000 m z przeszkodami w 1971 i 1975. Był także znanym zawodnikiem w biegu na orientację.

## Rekordy życiowe
- bieg na 800 m – 1.47,2 (1958)
- bieg na 1500 m – 3.36,73 (1974)
- bieg na 1 milę – 3.54,45 (1975)
- bieg na 5000 m – 13.17,59 (1976)
- bieg na 3000 m z przeszkodami – 8.08,02 (1976)